# 田中道明
田中 道明（たなか みちあき、1953年11月25日 - ）は、日本の漫画家。男性。愛知県出身。

## 略歴
藤子不二雄に憧れて小学3年生から漫画を描き始め、高校時代から少年誌に投稿。1970年代半ばに上京し、ビル掃除のアルバイトをしながら漫画を描いていたが芽が出ず、漫画を描くのを止める前に一度好きな先生に会っておきたいとの気持ちで、藤子スタジオのアシスタントに応募したところ、期せずして採用される。『キテレツ大百科』『エスパー魔美』『ドラえもん』を担当。藤子・F・不二雄（藤本）の画風を忠実に真似る事が出来たため、スタジオ内でも一目置かれる存在であったという。のち、藤本の仲人で藤子スタジオのアシスタント仲間の女性と結婚。自画像は簀巻き姿で描かれる。
創刊初期の月刊コロコロコミック誌上に『藤子スタジオ日記』を連載。1980年『迷犬タマ公』で、第1回藤子不二雄賞で佳作を受賞し、月刊コロコロコミック1981年3月号より連載開始、本格的に漫画家デビューする。藤子不二雄賞の同期には、はちのやすひこ、ぜんきよし、堀田あきお（オムライス）がいる。『迷犬タマ公』連載終了後、引き続き1982年10月号より『ぐゎんばる殿下』を1985年12月号まで連載（コミックス全4巻）。
藤本存命時より小学館の学習雑誌などで『ドラえもん』作品を代筆で連載し、『赤ひげジャレ丸』以降、オリジナル作品執筆はごく稀に掲載される読み切り漫画以外では、ほぼ皆無となり、主に藤本作品のリメイクなどを多数執筆している。また、当時の編集部と藤本の監修の元でザ・ドラえもんズを実際にデザインした人物である。

## 作品リスト
- 迷犬タマ公
- ぐゎんばる殿下
- ミラクルブッシュくん
- パワーアップかくれキャラマン
- でんわかいじゅうナゼゴン
- 赤ひげジャレ丸
- 新キテレツ大百科
- ドラえもん まんが版ギガゾンビの逆襲
- ドラえもんゲームコミック ザ☆ドラえもんズ

など

## その他
- 藤子・F・不二雄大全集『キテレツ大百科』1巻（2009年、小学館） - 解説を執筆。